# لويس كلارك (كاتب)
لويس كلارك (بالإنجليزية: Lewis Clarke)‏ هو كاتب أمريكي، ولد في 1812 في مقاطعة ماديسون في الولايات المتحدة، وتوفي في 16 ديسمبر 1897 في لويفيل في الولايات المتحدة.